# Boronia verecunda
Boronia verecunda är en vinruteväxtart som beskrevs av M. F. Duretto. Boronia verecunda ingår i släktet Boronia och familjen vinruteväxter. Inga underarter finns listade i Catalogue of Life.